# Stengelslankmier
De stengelslankmier (Temnothorax albipennis) is een mierensoort uit de onderfamilie van de Myrmicinae. De wetenschappelijke naam van de soort is voor het eerst geldig gepubliceerd in 1854 door Curtis.
Deze mieren leven in kolonies in nesten met vlakke bodem. Soms moet de kolonie verhuizen naar een nieuw nest. Er gaan dan werkers vooruit om geschikte nesten te zoeken in verhouding tot het aantal mieren in de kolonie. Gebleken is dat deze werkers regelmatig de ruimte doorkruisen en door waar te nemen hoe vaak ze hun eigen pad kruisen kunnen inschatten of de ruimte geschikt is. Het algoritme dat de mieren daarbij nodig hebben is gebaseerd op de naald van Buffon.